# Cadaba farinosa
Espèce
Cadaba farinosa est un arbuste qui peut atteindre 5 m de haut et au feuillage persistant de la famille des Capparacées.

## Liste des sous-espèces
Selon Catalogue of Life (9 avril 2016) :
- sous-espèce Cadaba farinosa subsp. adenotricha
- sous-espèce Cadaba farinosa subsp. farinosa

Selon The Plant List (9 avril 2016) :
- sous-espèce Cadaba farinosa subsp. adenotricha (Gilg & Benedict) R.A.Graham

Selon Tropicos (9 avril 2016) (Attention liste brute contenant possiblement des synonymes) :
- sous-espèce Cadaba farinosa subsp. adenotricha (Gilg & Gilg-Ben.) R.A. Graham
- sous-espèce Cadaba farinosa subsp. farinosa
- sous-espèce Cadaba farinosa subsp. rariflora Jafri